# Anumanniola
Anumanniola is een geslacht van vliesvleugeligen uit de familie van de Eulophidae. De wetenschappelijke naam van dit geslacht werd voor het eerst geldig gepubliceerd in 2003 door T. C. Narendran.

## Soorten
Het geslacht Anumanniola is monotypisch en omvat slechts de volgende soort:
- Anumanniola lasallei Narendran, 2003